# Via Náutica
Via Náutica (por vezes Via Náutica de Salvador) é um projeto de sistema de transporte hidroviário de passageiros em Salvador, município capital do estado brasileiro da Bahia. A proposta previu uma série de paradas ao longo do litoral do município voltado à Baía de Todos-os-Santos. A finalidade inicial foi formar um circuito hidroviário de pontos turísticos, se apresentando, portanto, mais como um sistema de transporte para recreação náutica. Algumas versões posteriores do projeto tentaram atender ao transporte público, direcionando-o para ser também um transporte de massa, para a circulação cotidiana das pessoas. Desde sua concepção em 1999, tanto o Governo do Estado da Bahia, quanto a Prefeitura Municipal de Salvador já se propuseram a concretizar o projeto.
Estão em funcionamento apenas as travessias entre os terminais de Plataforma e Ribeira, regulada pela Prefeitura, e entre Sâo Tomé de Paripe e Itamoabo, na Ilha de Maré (bairro insular soteropolitano). Entretanto, a ideia do projeto permanece em outras ações e proposições governamentais para essa parte de Salvador, pendendo entre traçados voltados mais ao turismo e lazer (entre a Barra e a Ribeira, por exemplo) e traçados com um papel dentro do transporte público (por exemplo, ligação das ilhas e Subúrbio Ferroviário às áreas centrais da cidade). Nesse sentido, os ancoradouros concebidos como paradas variaram ao longo do tempo e incluíram: Ilha de Maré, São Tomé de Paripe, Plataforma, Ribeira, Bonfim/Baixa do Bonfim, Ponta de Humaitá/Monte Serrat, Calçada, Água de Meninos/São Joaquim, Comércio/Terminal da França/Porto de Salvador/Terminal Náutico da Bahia, Solar do Unhão, Gamboa/Forte de São Paulo da Gamboa, Bahia Marina, Porto da Barra/Santa Maria, além de um ponto de manutenção para as embarcações entre a Feira de São Joaquim e o Centro Múltiplo Oscar Cordeiro.

## História

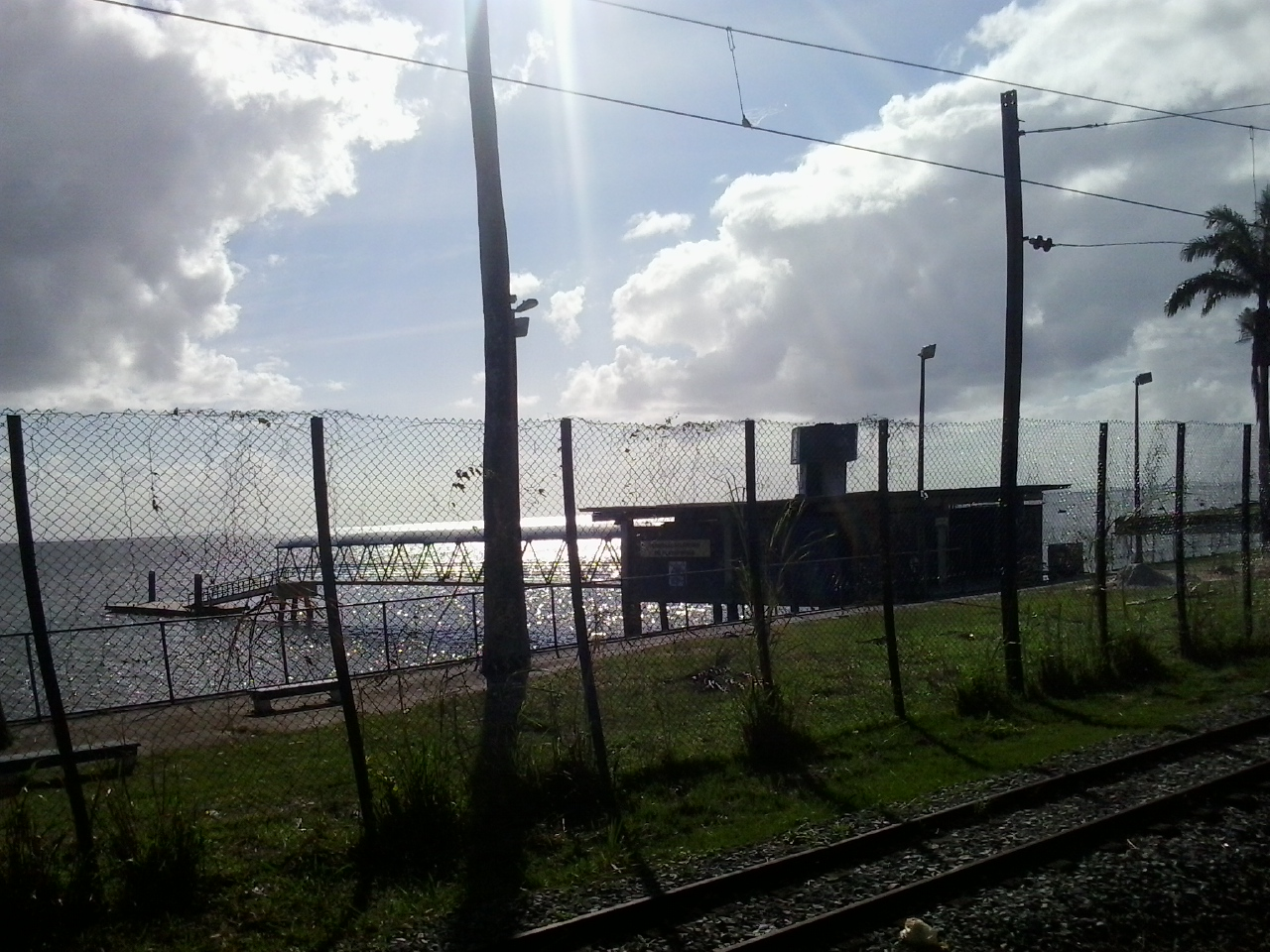
Terminal Marítimo de Plataforma visto do trem em 2014

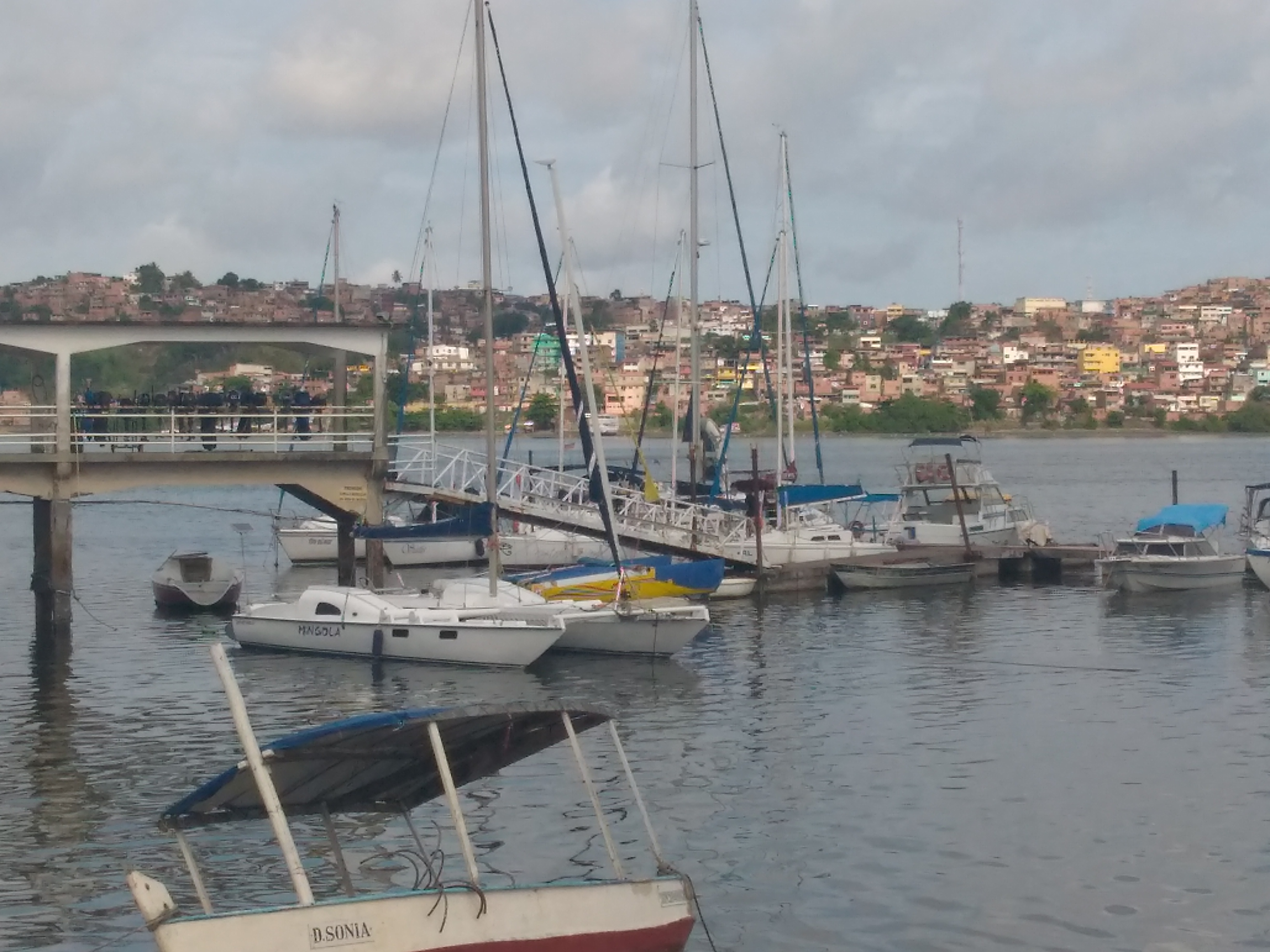
Terminal na Ribeira, banhado pela Enseada dos Tainheiros em 2018

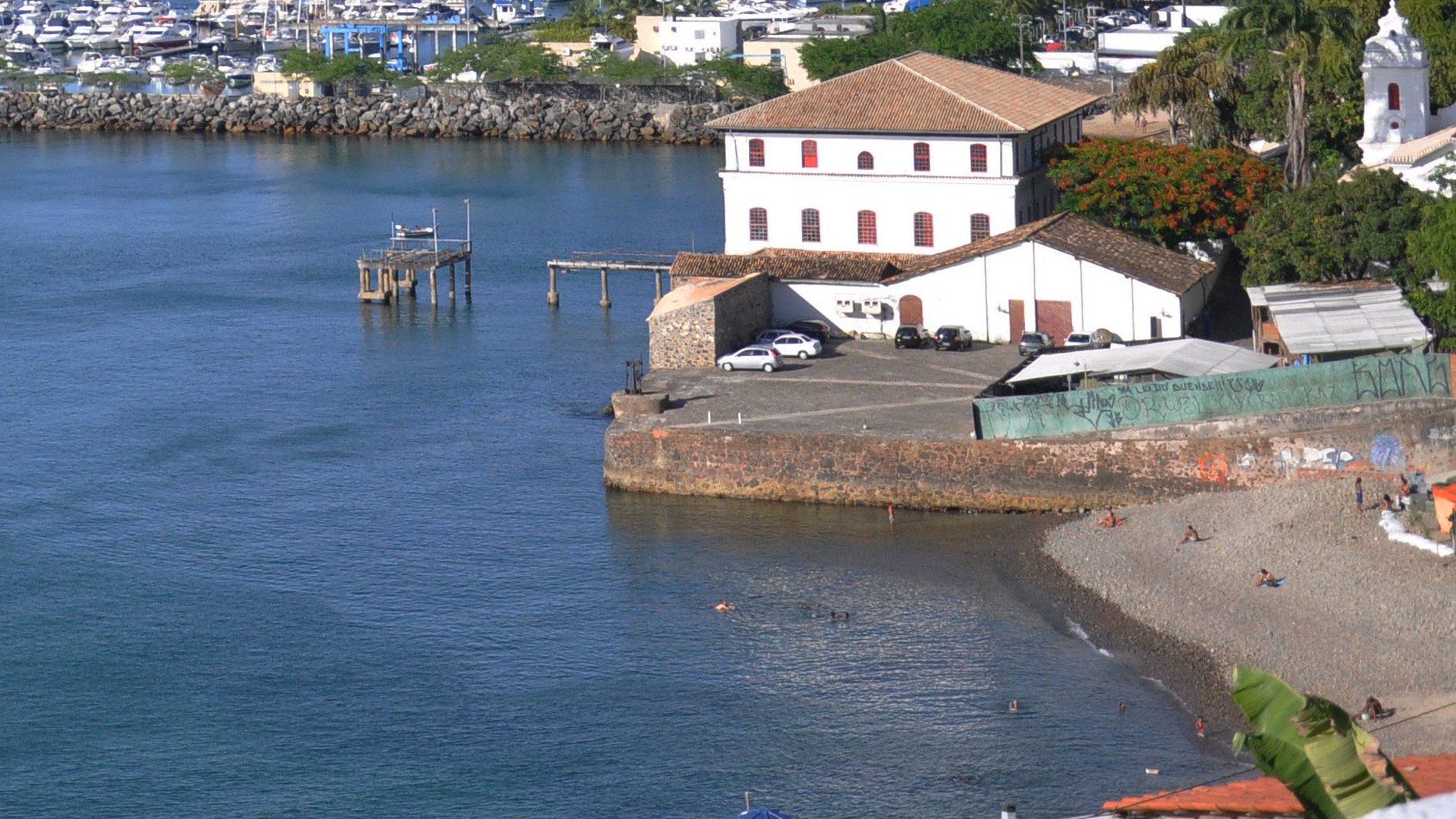
Vista aérea do píer do Solar do Unhão em 2015

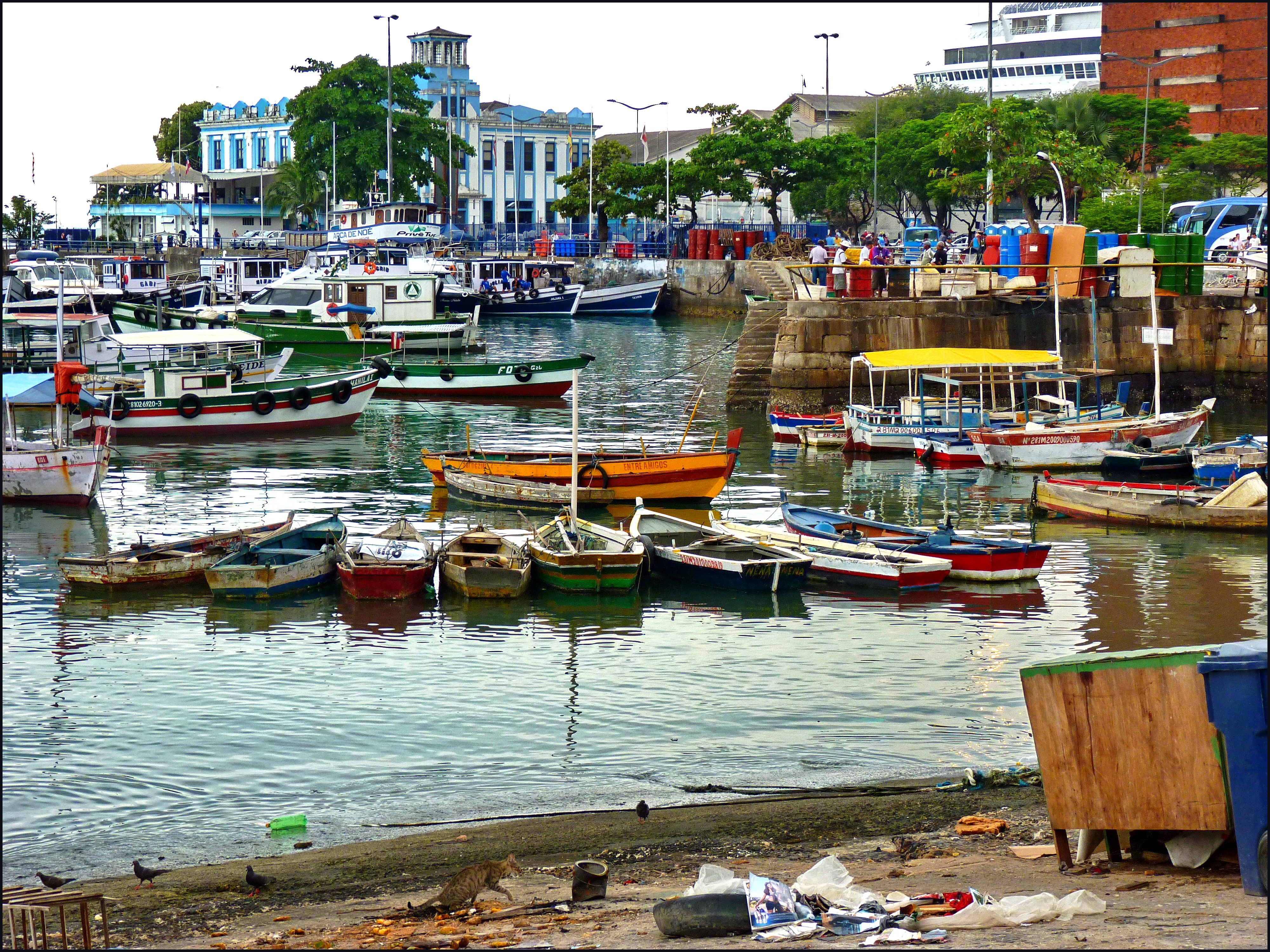
Área da Rampa do Mercado Modelo e o Terminal Náutico da Bahia ao fundo (fachada azul e branca) em 2010

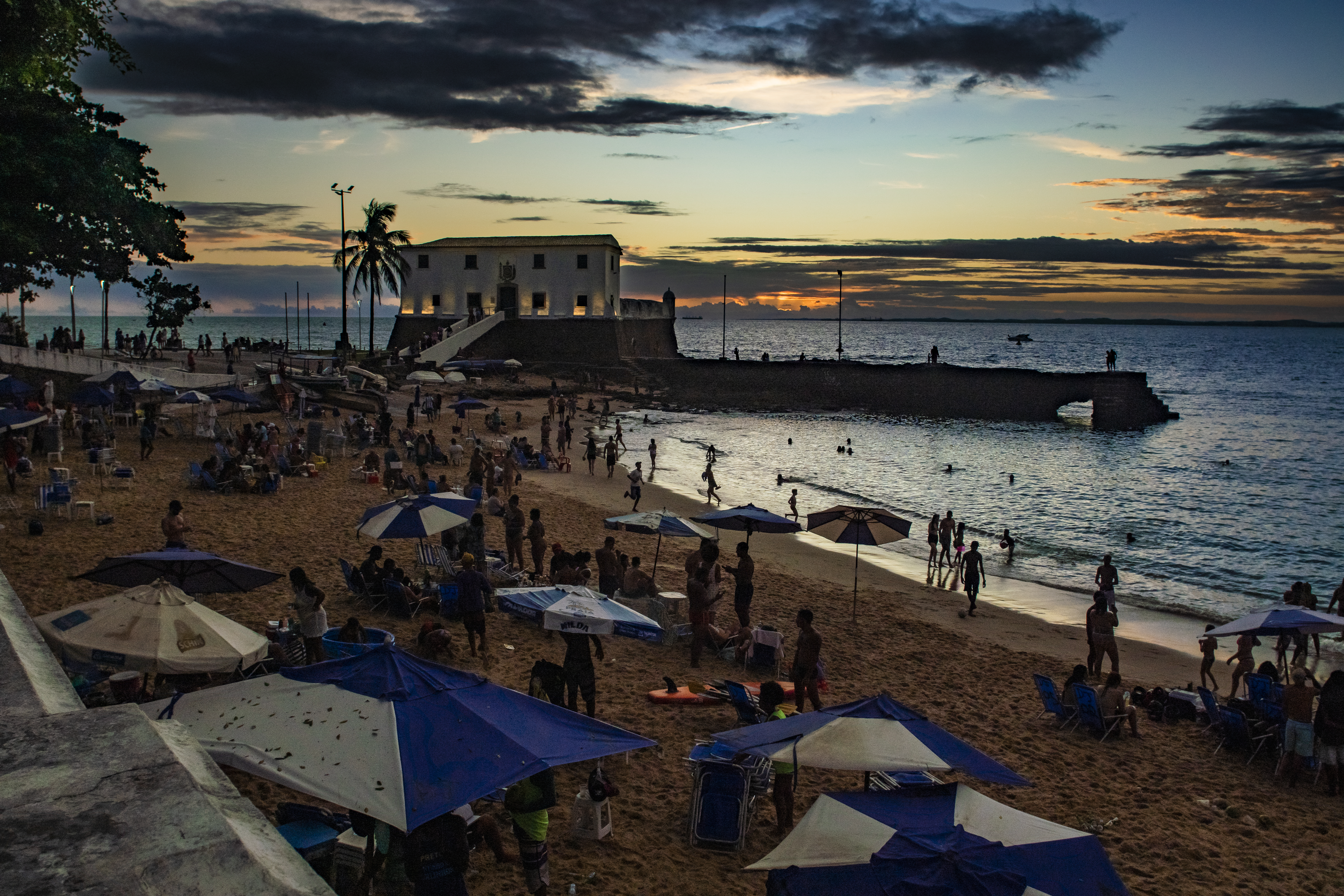
Construção em pedra ao lado do Forte de Santa Maria, na praia do Porto da Barra, em 2023

Com as águas calmas da Baía de Todos-os-Santos, para além dos saveiros, desenvolveu-se historicamente uma série de linhas aquaviárias para transporte de pessoas e cargas que abrangiam não só Salvador, que se projetava como cidade portuária. A Companhia de Navegação Baiana operou a partir de 1865 a linha de navegação de cabotagem desde a Península de Itapagipe até a Barra (passando por paradas em Jiquitaia, Água de Meninos, Roma e Bonfim). A linha foi ampliada em 1873 em ambas as extremidades, alcançando São Tomé de Paripe e Boca do Rio (bairro banhado pelo Oceano Atlântico). A travessia entre os bairros de Plataforma e da Ribeira, por exemplo, era feita por lanchas até 1986, quando o serviço foi interrompido, dificultando também o acesso ao sistema de trens urbanos com estação em Plataforma.
Entre 1999 e 2000, os governos municipal e estadual lançaram o projeto Via Náutica pensando a promoção do turismo na cidade principalmente, no escopo do Programa de Desenvolvimento do Polo Náutico de Salvador. Cada ancoradouro das nove paradas (Barra, Gamboa, Unhão, Bahia Marina, Porto, Águas de Meninos, Humaitá, Bonfim e Ribeira) ao longo dos 15 quilômetros da Via Náutica foi associado a um sítio ou monumento histórico de apelo "vocacional" turístico, a ser também recuperado dentro do projeto. Ao governo estadual coube a execução da obra do píer da Ponta de Humaitá, incluindo a requalificação urbana da área próxima, cuja inauguração ocorreu em janeiro de 2001; enquanto coube à Prefeitura o restante do sistema, seja com recursos próprios ou captando com a iniciativa privada. O transporte turístico por catamarãs então concebido foi orçado em 34 milhões de dólares estadunidenses à época e a conclusão prevista para 2002. Ficou de fora dessa previsão o cais do Porto de Salvador, por depender de aprovação federal da Companhia das Docas do Estado da Bahia (CODEBA), enquanto o cais do Humaitá e da Bahia Marina (esta com recursos privados) já estavam concluídos. Os cais de Água de Meninos e do Solar do Unhão seriam as entregas seguintes após a inauguração do Humaitá. Contudo, o projeto em geral não teve recursos previstos no orçamento público ou captados de fora e enfrentou problemas no licenciamento ambiental e no patrimônio histórico, sem falar nos casos específicos com a CODEBA e com desapropriações na Gamboa.
A Via Náutica constou no mapa de 2002 das proposições e diretrizes espaciais para o transporte público de passageiros e sistema integrado de transporte coletivo (STIC) como anexo ao Plano Diretor de Desenvolvimento Urbano do Município de Salvador (PDDU) daquele período. Assim, entre 2005 e 2006, já sob outra gestão, a Prefeitura redesenhou o projeto: anunciou o trecho Ribeira-Plataforma como o primeiro da operação da Via Náutica (a despeito do píer de Humaitá inaugurado), a conclusão do projeto seria em três anos e foi caracterizado como menos turístico em comparação ao desenho anterior (atribuído ao Governo Estadual) ao excluir paradas ao sul do Comércio (nomeadamente os píeres de Santa Maria, na praia do Porto da Barra, e do Solar do Unhão). Durante a campanha eleitoral municipal de 2008, o projeto voltou à tona, mas seguiu sem novos avanços na gestão seguinte.
O Governo do Estado da Bahia lançou em 2010 o Plano Estratégico do Turismo Náutico na Baía de Todos-os-Santos, no qual previu a readequação, reativação e implantação da Via Náutica como uma ação de investimento para o médio e longo prazo. Em 2012, ao lançar o Plano de Desenvolvimento Integrado do Turismo Sustentável do Polo Baía de Todos-os-Santos, no âmbito do Programa Nacional de Desenvolvimento do Turismo (PRODETUR), destacou a Via Náutica como uma oportunidade em termos de infraestrutura para incrementar o turismo náutico da Baía de Todos-os-Santos e listou-a como "prioridade A" (primeiro nível de prioridade do plano) orçada em orçada em um valor estimado de dois milhões de reais Em 2013, o Plano Diretor do Sistema de Transporte Hidroviário Intermunicipal de Passageiros e Veículos da Bahia de Todos os Santos (SHI) desenhou a Via Náutica de Salvador como uma linha hidroviária de deslocamento alternativo ao Sistema de Transporte Coletivo por Ônibus de Salvador (STCO) e de alívio para o carregamento das vias terrestres urbanas. Traçou o trajeto com paradas no Porto da Barra, Terminal Turístico Náutico da Bahia (TTNB), Terminal Marítimo da Ribeira, Terminal Marítimo de Plataforma e Terminal Marítimo de São Tomé de Paripe, realizado em médio de 70 minutos a uma velocidade de 15 quilômetros por hora. A análise da demanda por transporte à época projetou a transferência de 2% dos passageiros do STCO, ou seja, a linha seria usada por cerca de 1400 passageiros por dia. Além disso, estimou que a transferência poderia ser maior com a operação da linha por embarcações de velocidade média superior aos 18 nós.
Ainda na década de 2010, o projeto voltou aos planos municipais com pontos de cabotagem semelhantes, mas sem o mesmo nome. O PDDU de 2016 (ainda vigente) previu a "implementação dos atracadouros/píeres vinculados a via náutica da Baía de Todos os Santos" como diretriz para o transporte marítimo. Na gestão 2021-2024, a Prefeitura retomou o projeto ao criar e dar posse ao Comitê Náutico de Salvador. O projeto ficou a cargo da Secretaria Municipal de Cultura e Turismo (Secult), com apoio do PRODETUR e com investimentos previstos de cinco milhões de reais para a implantação do sistema, incluindo recuperação de píeres. O projeto passou a almejar a conexão dos píeres de Santa Maria, da Praça Cairu e da Ponta de Humaitá e começou pelo primeiro, localizado na praia do Porto da Barra, ao lado do Forte de Santa Maria. Nessa mais recente versão do projeto, o turismo permanece como prioridade, dentro de um escopo de desenvolvimento da "economia náutica", mas mencionando também a finalidade do sistema para o transporte público.